# Globochthonius daorsoni
Espèce
Synonymes
- Chthonius daorsoni Ćurčič & Rađa, 2014

Globochthonius daorsoni est une espèce de pseudoscorpions de la famille des Chthoniidae.

## Distribution
Cette espèce est endémique de Bosnie-Herzégovine. Elle se rencontre dans la grotte Jama Pit à Stolac.

## Description
La femelle holotype mesure 1,93 mm.

## Étymologie
Son nom d'espèce lui a été donné en référence au lieu de sa découverte, Daorson.

## Publication originale
- Ćurčić, Rađa, Rađa, Dimitrijević, Ćurčić, Ćurčić & Ilić, 2014 : Chthonius (Globochthonius) daorsoni n.sp. (Chthoniidae, Pseudoscorpiones): A new cave false scorpion from Bosnia and Herzegovina. Archives of Biological Sciences, vol. 66, no 2, p. 901-906.